# راه کندر و شهرهای کویری در نگب
راه کندر - شهرهای کویری در نگب یک منطقه ثبت شده در میراث جهانی است که در انتهای راه کندر در صحرای نگب، جنوب اسرائیل واقع شده‌است، که شبه‌جزیره عربستان را به مدیترانه در دوره هلنیستی - امپراتوری روم متصل می‌کرده و دارای ارزش جهانی برجسته است و یونسکو در سال ۲۰۰۵ آن را در فهرست میراث جهانی ثبت کرد. تجارت در این مسیر منجر به توسعه شهرهای باستانی، قلعه‌ها و کاروانسراها، جدا از توسعه کشاورزی شد و یکی از مسیرهای کاروان‌های بازرگانی در دنیای باستان است که مهمترین جاده ارتباطی میان قاره‌های آسیا و آفریقا به‌شمار می‌رفته‌است.
این جاده در طول تاریخ دارای مسیرهای متفاوت زمینی و دریایی بوده‌است. مسیر اولیه زمینی آن از عمان شروع می‌شده و با عبور از یمن، حجاز، اردن، فلسطین و بیابان سینا وارد آفریقا می‌شده و کالاهای ارزشمند منطقه جنوب غرب خاور میانه را به آن منطقه‌ها می‌رسانده‌است.
چهار شهر در صحرای نگب، که در طول دوره از ۳۰۰ پیش از میلاد تا ۲۰۰ میلادی رونق گرفت: مسیرهای آودات، هالوزا، مامشیت و شیوتا است. به عنوان یک گروه، این شهرهای کویری تجارت سودآور کندر و مر مکی را نشان می‌دهند که از یمن در جنوب عربستان تا بندر غزه در دریای مدیترانه انجام شده‌است. این مسیر در ارتفاع خود شامل شهرها، سیستم‌های آبیاری قنات، قلعه‌ها و کاروانسراها بود که آثار آن هنوز قابل مشاهده است و استفاده از صحرا برای تجارت و کشاورزی را نشان می‌دهد.

### وضعیت میراث جهانی
پایان مسیر در منطقه نگب اسرائیل است که شامل شهرها، قلعه‌ها، کاروانسراها و سیستم آبیاری در مناطق بیابانی با پیوند به مدیترانه بوده‌است و به عنوان یک میراث فرهنگی در میراث جهانی یونسکو تحت معیارها (iii) ثبت شده‌است و به عنوان تأیید اهمیت اقتصادی، اجتماعی و فرهنگی کندر برای جهان هلنیستی-رومی، و معیارهای (v) برای توسعه این مسیر در شرایط سخت کویری است. این سایت در ۱۵ ژوئیه ۲۰۰۵ در جلسه کمیته میراث جهانی یونسکو به ثبت رسیده‌است.

## امکانات

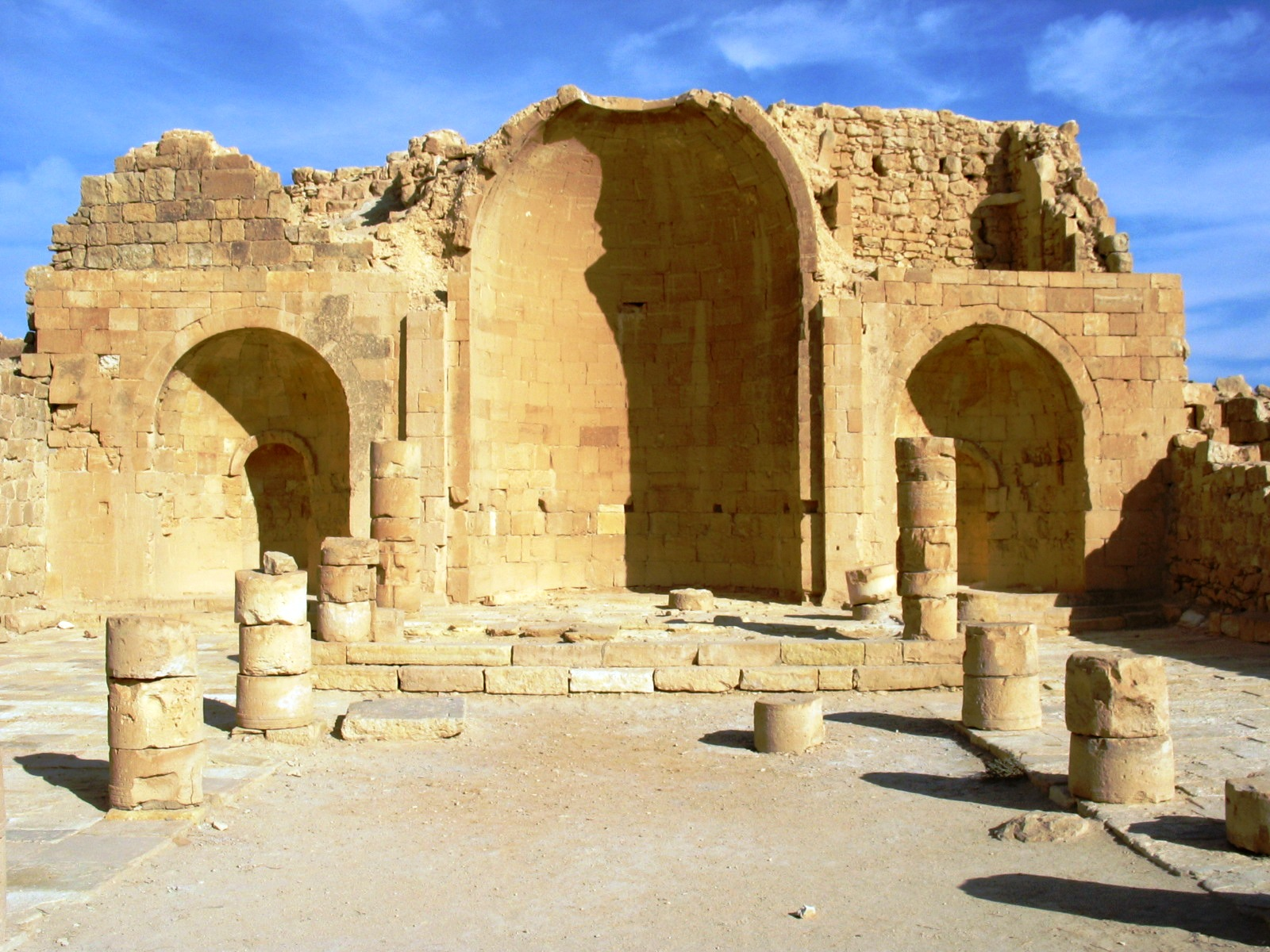
خرابه‌های کلیسا در شیوتا

شبکه مسیر شامل مسیرهای تجاری به طول بیش از ۲٬۰۰۰ کیلومتر (۱٬۲۰۰ مایل) بین شهرها بوده‌است. تجارت و روستاهایی که از سیستم‌های نوین آبیاری برخوردار بودند از تجارت بهره‌مند شدند. توسعه کشاورزی در چهار روستای هالوزا، ممشیت، آودات و شیوتا و در چهار قلعه کاملاً مشهود بود؛ و کاروانسرای موآ و صحارونیم اقامت بازرگانان را تسهیل می‌کرده‌است. سایت معرفی شده در فهرست میراث جهانی ویژگی‌های زمینی منطقه و طول مسیر ۵۰ کیلومتر (۳۱ مایل) از پترا تا غزه که شهرهای Avdat و Moa را تحت پوشش قرار می‌دهد. مهاجران در منطقه، روش‌های آبیاری پیچیده‌ای را توسعه دادند و آنها همچنین دامداری‌های وابسته به پرورش گوسفند، گاو و بز بودند.